# Tour d'Allemagne 2006
Le Tour d'Allemagne 2006 est la 30e édition de cette course cycliste par étapes. Elle est inscrite au calendrier de l'UCI ProTour 2006, s'est déroulée du 1er au 9 août 2006.
La victoire est revenue à l'Allemand Jens Voigt, vainqueur également de trois étapes.

## Présentation

### Equipes
Le Tour d'Allemagne figurant au calendrier du ProTour, les 20 UCI Proteams sont présentes, auxquelles il faut ajouter deux équipes continentales invitées.
| ProTeams (20)- AG2R Prévoyance - Astana - Bouygues Télécom - Caisse d'Épargne-Illes Balears - Cofidis-Le Crédit par Téléphone - Crédit agricole - CSC - Davitamon-Lotto - Discovery Channel - Euskaltel-Euskadi - Gerolsteiner - La Française des jeux - Lampre-Fondital - Liquigas - Team Milram - Phonak Hearing Systems - Quick Step-Innergetic - Rabobank - Saunier Duval-Prodir - T-Mobile Équipes continentales professionnelles (2)- Wiesenhof-Akud - Team Vorarlberg |
| |

## Etapes
| Étape     | Date   | Villes étapes                             | type                        | Distance (km) | Vainqueur d'étape | Leader du classement général |
| --------- | ------ | ----------------------------------------- | --------------------------- | ------------- | ----------------- | ---------------------------- |
| Prologue  | 1 août | Düsseldorf – Düsseldorf                   | contre-la-montre individuel | 5,5           | Vladimir Gusev    | Vladimir Gusev               |
| 1re étape | 2 août | Düsseldorf – Bielefeld                    | étape de plaine             | 198,2         | Assan Bazayev     | Vladimir Gusev               |
| 2e étape  | 3 août | Minden – Goslar                           | étape vallonnée             | 181,5         | Jens Voigt        | Vladimir Gusev               |
| 3e étape  | 4 août | Witzenhausen – Schweinfurt                | étape de plaine             | 203,3         | Gerald Ciolek     | Vladimir Gusev               |
| 4e étape  | 5 août | Heidenheim an der Brenz – Bad Tölz        | étape de plaine             | 203           | Graeme Brown      | Erik Zabel                   |
| 5e étape  | 6 août | Bad Tölz – Seefeld in Tirol               | étape de montagne           | 162           | Levi Leipheimer   | Jens Voigt                   |
| 6e étape  | 7 août | Seefeld in Tirol – Sankt Anton am Arlberg | étape de montagne           | 196,6         | Jens Voigt        | Jens Voigt                   |
| 7e étape  | 8 août | Bad Säckingen – Bad Säckingen             | contre-la-montre individuel | 38,2          | Jens Voigt        | Jens Voigt                   |
| 8e étape  | 9 août | Bad Säckingen – Karlsruhe                 | étape de plaine             | 172,1         | Graeme Brown      | Jens Voigt                   |

## Résultats des étapes

### Prologue
Le prologue s'est déroulé le 1er août.
| \| Classement de l'étape \| Classement de l'étape \| Classement de l'étape \| Classement de l'étape \| Classement de l'étape \| \| Coureur \| Coureur \| Pays \| Équipe \| Temps \| \| --------------------- \| --------------------- \| --------------------- \| ------------------------------ \| --------------------- \| \| 1er \| Vladimir Gusev \| Russie \| Discovery Channel \| 6 min 42 s \| \| 2e \| Linus Gerdemann \| Allemagne \| T-Mobile \| + 0 s \| \| 3e \| Sebastian Lang \| Allemagne \| Gerolsteiner \| + 1 s \| \| 4e \| László Bodrogi \| Hongrie \| Crédit Agricole \| + 4 s \| \| 5e \| Alexei Markov \| Russie \| Caisse d'Épargne-Illes Balears \| + 8 s \| \| 6e \| Frédéric Finot \| France \| La Française des jeux \| + 8 s \| \| 7e \| Sébastien Rosseler \| Belgique \| Quick Step-Innergetic \| + 8 s \| \| 8e \| Íñigo Cuesta \| Espagne \| CSC \| + 9 s \| \| 9e \| Tomas Vaitkus \| Lituanie \| AG2R Prévoyance \| + 9 s \| \| 10e \| Alexandre Vinokourov \| Kazakhstan \| Astana \| + 10 s \| |                      |            |                                |            |
| |                      |            |                                |            |
| |                      |            |                                |            |
| Classement de l'étape |                      |            |                                |            |
| Coureur | Coureur              | Pays       | Équipe                         | Temps      |
| 1er | Vladimir Gusev       | Russie     | Discovery Channel              | 6 min 42 s |
| 2e | Linus Gerdemann      | Allemagne  | T-Mobile                       | + 0 s      |
| 3e | Sebastian Lang       | Allemagne  | Gerolsteiner                   | + 1 s      |
| 4e | László Bodrogi       | Hongrie    | Crédit Agricole                | + 4 s      |
| 5e | Alexei Markov        | Russie     | Caisse d'Épargne-Illes Balears | + 8 s      |
| 6e | Frédéric Finot       | France     | La Française des jeux          | + 8 s      |
| 7e | Sébastien Rosseler   | Belgique   | Quick Step-Innergetic          | + 8 s      |
| 8e | Íñigo Cuesta         | Espagne    | CSC                            | + 9 s      |
| 9e | Tomas Vaitkus        | Lituanie   | AG2R Prévoyance                | + 9 s      |
| 10e | Alexandre Vinokourov | Kazakhstan | Astana                         | + 10 s     |

| \| Classement général \| Classement général \| Classement général \| Classement général \| Classement général \| \| Coureur \| Coureur \| Pays \| Équipe \| Temps \| \| ------------------ \| -------------------- \| ------------------ \| ------------------------------ \| ------------------ \| \| 1er \| Vladimir Gusev \| Russie \| Discovery Channel \| 6 min 42 s \| \| 2e \| Linus Gerdemann \| Allemagne \| T-Mobile \| + 0 s \| \| 3e \| Sebastian Lang \| Allemagne \| Gerolsteiner \| + 1 s \| \| 4e \| László Bodrogi \| Hongrie \| Crédit Agricole \| + 4 s \| \| 5e \| Alexei Markov \| Russie \| Caisse d'Épargne-Illes Balears \| + 8 s \| \| 6e \| Frédéric Finot \| France \| La Française des jeux \| + 8 s \| \| 7e \| Sébastien Rosseler \| Belgique \| Quick Step-Innergetic \| + 8 s \| \| 8e \| Íñigo Cuesta \| Espagne \| CSC \| + 9 s \| \| 9e \| Tomas Vaitkus \| Lituanie \| AG2R Prévoyance \| + 9 s \| \| 10e \| Alexandre Vinokourov \| Kazakhstan \| Astana \| + 10 s \| |                      |            |                                |            |
| |                      |            |                                |            |
| |                      |            |                                |            |
| Classement général |                      |            |                                |            |
| Coureur | Coureur              | Pays       | Équipe                         | Temps      |
| 1er | Vladimir Gusev       | Russie     | Discovery Channel              | 6 min 42 s |
| 2e | Linus Gerdemann      | Allemagne  | T-Mobile                       | + 0 s      |
| 3e | Sebastian Lang       | Allemagne  | Gerolsteiner                   | + 1 s      |
| 4e | László Bodrogi       | Hongrie    | Crédit Agricole                | + 4 s      |
| 5e | Alexei Markov        | Russie     | Caisse d'Épargne-Illes Balears | + 8 s      |
| 6e | Frédéric Finot       | France     | La Française des jeux          | + 8 s      |
| 7e | Sébastien Rosseler   | Belgique   | Quick Step-Innergetic          | + 8 s      |
| 8e | Íñigo Cuesta         | Espagne    | CSC                            | + 9 s      |
| 9e | Tomas Vaitkus        | Lituanie   | AG2R Prévoyance                | + 9 s      |
| 10e | Alexandre Vinokourov | Kazakhstan | Astana                         | + 10 s     |

### 1reétape
La première étape s'est déroulée le 2 août.
L'étape s'est terminée au sprint, et c'est le kazakh Assan Bazayev de l'équipe Astana qui l'emporte devant tous les favoris.
| \| Classement de l'étape \| Classement de l'étape \| Classement de l'étape \| Classement de l'étape \| Classement de l'étape \| \| Coureur \| Coureur \| Pays \| Équipe \| Temps \| \| --------------------- \| --------------------- \| --------------------- \| ------------------------------ \| --------------------- \| \| 1er \| Assan Bazayev \| Kazakhstan \| Astana \| 4 h 43 min 06 s \| \| 2e \| Danilo Napolitano \| Italie \| Lampre-Fondital \| + 0 s \| \| 3e \| Erik Zabel \| Allemagne \| Team Milram \| + 0 s \| \| 4e \| André Greipel \| Allemagne \| T-Mobile \| + 0 s \| \| 5e \| Aliaksandr Usau \| Biélorussie \| AG2R Prévoyance \| + 0 s \| \| 6e \| Claudio Corioni \| Italie \| Lampre-Fondital \| + 0 s \| \| 7e \| Vicente Reynés \| Espagne \| Caisse d'Épargne-Illes Balears \| + 0 s \| \| 8e \| Manuele Mori \| Italie \| Saunier Duval-Prodir \| + 0 s \| \| 9e \| Roy Sentjens \| Belgique \| Rabobank \| + 0 s \| \| 10e \| Josep Jufré \| Espagne \| Davitamon-Lotto \| + 0 s \| |                   |             |                                |                 |
| |                   |             |                                |                 |
| |                   |             |                                |                 |
| Classement de l'étape |                   |             |                                |                 |
| Coureur | Coureur           | Pays        | Équipe                         | Temps           |
| 1er | Assan Bazayev     | Kazakhstan  | Astana                         | 4 h 43 min 06 s |
| 2e | Danilo Napolitano | Italie      | Lampre-Fondital                | + 0 s           |
| 3e | Erik Zabel        | Allemagne   | Team Milram                    | + 0 s           |
| 4e | André Greipel     | Allemagne   | T-Mobile                       | + 0 s           |
| 5e | Aliaksandr Usau   | Biélorussie | AG2R Prévoyance                | + 0 s           |
| 6e | Claudio Corioni   | Italie      | Lampre-Fondital                | + 0 s           |
| 7e | Vicente Reynés    | Espagne     | Caisse d'Épargne-Illes Balears | + 0 s           |
| 8e | Manuele Mori      | Italie      | Saunier Duval-Prodir           | + 0 s           |
| 9e | Roy Sentjens      | Belgique    | Rabobank                       | + 0 s           |
| 10e | Josep Jufré       | Espagne     | Davitamon-Lotto                | + 0 s           |

| \| Classement général \| Classement général \| Classement général \| Classement général \| Classement général \| \| Coureur \| Coureur \| Pays \| Équipe \| Temps \| \| ------------------ \| ------------------ \| ------------------ \| ------------------------------ \| ------------------ \| \| 1er \| Vladimir Gusev \| Russie \| Discovery Channel \| 4 h 49 min 47 s \| \| 2e \| Linus Gerdemann \| Allemagne \| T-Mobile \| + 1 s \| \| 3e \| Sebastian Lang \| Allemagne \| Gerolsteiner \| + 2 s \| \| 4e \| László Bodrogi \| Hongrie \| Crédit Agricole \| + 5 s \| \| 5e \| Alexei Markov \| Russie \| Caisse d'Épargne-Illes Balears \| + 9 s \| \| 6e \| Frédéric Finot \| France \| La Française des jeux \| + 9 s \| \| 7e \| Sébastien Rosseler \| Belgique \| Quick Step-Innergetic \| + 9 s \| \| 8e \| Íñigo Cuesta \| Espagne \| CSC \| + 10 s \| \| 9e \| Gerald Ciolek \| Allemagne \| Wiesenhof-Akud \| + 10 s \| \| 10e \| Tomas Vaitkus \| Lituanie \| AG2R Prévoyance \| + 10 s \| |                    |           |                                |                 |
| |                    |           |                                |                 |
| |                    |           |                                |                 |
| Classement général |                    |           |                                |                 |
| Coureur | Coureur            | Pays      | Équipe                         | Temps           |
| 1er | Vladimir Gusev     | Russie    | Discovery Channel              | 4 h 49 min 47 s |
| 2e | Linus Gerdemann    | Allemagne | T-Mobile                       | + 1 s           |
| 3e | Sebastian Lang     | Allemagne | Gerolsteiner                   | + 2 s           |
| 4e | László Bodrogi     | Hongrie   | Crédit Agricole                | + 5 s           |
| 5e | Alexei Markov      | Russie    | Caisse d'Épargne-Illes Balears | + 9 s           |
| 6e | Frédéric Finot     | France    | La Française des jeux          | + 9 s           |
| 7e | Sébastien Rosseler | Belgique  | Quick Step-Innergetic          | + 9 s           |
| 8e | Íñigo Cuesta       | Espagne   | CSC                            | + 10 s          |
| 9e | Gerald Ciolek      | Allemagne | Wiesenhof-Akud                 | + 10 s          |
| 10e | Tomas Vaitkus      | Lituanie  | AG2R Prévoyance                | + 10 s          |

### 2eétape
La deuxième étape s'est déroulée le 3 août.
L'étape reliait Minden à Goslar pour une distance de 209 km. Elle comportait un final très difficile, avec deux côtes de 2e catégorie dans les quarante derniers kilomètres.
C'est l'allemand Jens Voigt qui l'emporte au sprint devant ses compagnons d'échappée.
| \| Classement de l'étape \| Classement de l'étape \| Classement de l'étape \| Classement de l'étape \| Classement de l'étape \| \| Coureur \| Coureur \| Pays \| Équipe \| Temps \| \| --------------------- \| --------------------- \| --------------------- \| --------------------- \| --------------------- \| \| 1er \| Jens Voigt \| Allemagne \| CSC \| 4 h 22 min 25 s \| \| 2e \| Davide Rebellin \| Italie \| Gerolsteiner \| + 0 s \| \| 3e \| Andrey Kashechkin \| Kazakhstan \| Astana \| + 0 s \| \| 4e \| Erik Zabel \| Allemagne \| Team Milram \| + 5 s \| \| 5e \| Kim Kirchen \| Luxembourg \| T-Mobile \| + 5 s \| \| 6e \| Nick Nuyens \| Belgique \| Quick Step-Innergetic \| + 5 s \| \| 7e \| Eddy Mazzoleni \| Italie \| T-Mobile \| + 5 s \| \| 8e \| Stefan Schumacher \| Allemagne \| Gerolsteiner \| + 5 s \| \| 9e \| Josep Jufré \| Espagne \| Davitamon-Lotto \| + 5 s \| \| 10e \| Gorazd Štangelj \| Slovénie \| Lampre-Fondital \| + 5 s \| |                   |            |                       |                 |
| |                   |            |                       |                 |
| |                   |            |                       |                 |
| Classement de l'étape |                   |            |                       |                 |
| Coureur | Coureur           | Pays       | Équipe                | Temps           |
| 1er | Jens Voigt        | Allemagne  | CSC                   | 4 h 22 min 25 s |
| 2e | Davide Rebellin   | Italie     | Gerolsteiner          | + 0 s           |
| 3e | Andrey Kashechkin | Kazakhstan | Astana                | + 0 s           |
| 4e | Erik Zabel        | Allemagne  | Team Milram           | + 5 s           |
| 5e | Kim Kirchen       | Luxembourg | T-Mobile              | + 5 s           |
| 6e | Nick Nuyens       | Belgique   | Quick Step-Innergetic | + 5 s           |
| 7e | Eddy Mazzoleni    | Italie     | T-Mobile              | + 5 s           |
| 8e | Stefan Schumacher | Allemagne  | Gerolsteiner          | + 5 s           |
| 9e | Josep Jufré       | Espagne    | Davitamon-Lotto       | + 5 s           |
| 10e | Gorazd Štangelj   | Slovénie   | Lampre-Fondital       | + 5 s           |

| \| Classement général \| Classement général \| Classement général \| Classement général \| Classement général \| \| Coureur \| Coureur \| Pays \| Équipe \| Temps \| \| ------------------ \| -------------------- \| ------------------ \| --------------------- \| ------------------ \| \| 1er \| Vladimir Gusev \| Russie \| Discovery Channel \| 9 h 12 min 17 s \| \| 2e \| Linus Gerdemann \| Allemagne \| T-Mobile \| + 1 s \| \| 3e \| Davide Rebellin \| Italie \| Gerolsteiner \| + 7 s \| \| 4e \| Íñigo Cuesta \| Espagne \| CSC \| + 10 s \| \| 5e \| Jens Voigt \| Allemagne \| CSC \| + 11 s \| \| 6e \| Alexandre Vinokourov \| Kazakhstan \| Astana \| + 11 s \| \| 7e \| Erik Zabel \| Allemagne \| Team Milram \| + 12 s \| \| 8e \| Nick Nuyens \| Belgique \| Quick Step-Innergetic \| + 13 s \| \| 9e \| Evgueni Petrov \| Russie \| Lampre-Fondital \| + 14 s \| \| 10e \| Assan Bazayev \| Kazakhstan \| Astana \| + 17 s \| |                      |            |                       |                 |
| |                      |            |                       |                 |
| |                      |            |                       |                 |
| Classement général |                      |            |                       |                 |
| Coureur | Coureur              | Pays       | Équipe                | Temps           |
| 1er | Vladimir Gusev       | Russie     | Discovery Channel     | 9 h 12 min 17 s |
| 2e | Linus Gerdemann      | Allemagne  | T-Mobile              | + 1 s           |
| 3e | Davide Rebellin      | Italie     | Gerolsteiner          | + 7 s           |
| 4e | Íñigo Cuesta         | Espagne    | CSC                   | + 10 s          |
| 5e | Jens Voigt           | Allemagne  | CSC                   | + 11 s          |
| 6e | Alexandre Vinokourov | Kazakhstan | Astana                | + 11 s          |
| 7e | Erik Zabel           | Allemagne  | Team Milram           | + 12 s          |
| 8e | Nick Nuyens          | Belgique   | Quick Step-Innergetic | + 13 s          |
| 9e | Evgueni Petrov       | Russie     | Lampre-Fondital       | + 14 s          |
| 10e | Assan Bazayev        | Kazakhstan | Astana                | + 17 s          |

### 3eétape
La troisième étape s'est déroulée le 4 août.
L'étape est remportée au sprint par le jeune coureur allemand de l'équipe Wiesenhof Akud, Gerald Ciolek (19 ans). Il devance Erik Zabel, qui accroit ainsi son avance au classement par points.
| \| Classement de l'étape \| Classement de l'étape \| Classement de l'étape \| Classement de l'étape \| Classement de l'étape \| \| Coureur \| Coureur \| Pays \| Équipe \| Temps \| \| --------------------- \| --------------------- \| --------------------- \| ------------------------------ \| --------------------- \| \| 1er \| Gerald Ciolek \| Allemagne \| Wiesenhof-Akud \| 4 h 56 min 22 s \| \| 2e \| Erik Zabel \| Allemagne \| Team Milram \| + 0 s \| \| 3e \| André Greipel \| Allemagne \| T-Mobile \| + 0 s \| \| 4e \| Luke Roberts \| Australie \| CSC \| + 0 s \| \| 5e \| Mark Renshaw \| Australie \| Crédit Agricole \| + 0 s \| \| 6e \| Alexei Markov \| Russie \| Caisse d'Épargne-Illes Balears \| + 0 s \| \| 7e \| Rony Martias \| France \| Bouygues Telecom \| + 0 s \| \| 8e \| Roy Sentjens \| Belgique \| Rabobank \| + 0 s \| \| 9e \| Danilo Napolitano \| Italie \| Lampre-Fondital \| + 0 s \| \| 10e \| Koldo Fernández \| Espagne \| Euskaltel-Euskadi \| + 0 s \| |                   |           |                                |                 |
| |                   |           |                                |                 |
| |                   |           |                                |                 |
| Classement de l'étape |                   |           |                                |                 |
| Coureur | Coureur           | Pays      | Équipe                         | Temps           |
| 1er | Gerald Ciolek     | Allemagne | Wiesenhof-Akud                 | 4 h 56 min 22 s |
| 2e | Erik Zabel        | Allemagne | Team Milram                    | + 0 s           |
| 3e | André Greipel     | Allemagne | T-Mobile                       | + 0 s           |
| 4e | Luke Roberts      | Australie | CSC                            | + 0 s           |
| 5e | Mark Renshaw      | Australie | Crédit Agricole                | + 0 s           |
| 6e | Alexei Markov     | Russie    | Caisse d'Épargne-Illes Balears | + 0 s           |
| 7e | Rony Martias      | France    | Bouygues Telecom               | + 0 s           |
| 8e | Roy Sentjens      | Belgique  | Rabobank                       | + 0 s           |
| 9e | Danilo Napolitano | Italie    | Lampre-Fondital                | + 0 s           |
| 10e | Koldo Fernández   | Espagne   | Euskaltel-Euskadi              | + 0 s           |

| \| Classement général \| Classement général \| Classement général \| Classement général \| Classement général \| \| Coureur \| Coureur \| Pays \| Équipe \| Temps \| \| ------------------ \| -------------------- \| ------------------ \| --------------------- \| ------------------ \| \| 1er \| Vladimir Gusev \| Russie \| Discovery Channel \| 14 h 08 min 39 s \| \| 2e \| Erik Zabel \| Allemagne \| Team Milram \| + 0 s \| \| 3e \| Linus Gerdemann \| Allemagne \| T-Mobile \| + 1 s \| \| 4e \| Davide Rebellin \| Italie \| Gerolsteiner \| + 7 s \| \| 5e \| Íñigo Cuesta \| Espagne \| CSC \| + 10 s \| \| 6e \| Jens Voigt \| Allemagne \| CSC \| + 11 s \| \| 7e \| Alexandre Vinokourov \| Kazakhstan \| Astana \| + 11 s \| \| 8e \| Nick Nuyens \| Belgique \| Quick Step-Innergetic \| + 13 s \| \| 9e \| Evgueni Petrov \| Russie \| Lampre-Fondital \| + 14 s \| \| 10e \| Assan Bazayev \| Kazakhstan \| Astana \| + 17 s \| |                      |            |                       |                  |
| |                      |            |                       |                  |
| |                      |            |                       |                  |
| Classement général |                      |            |                       |                  |
| Coureur | Coureur              | Pays       | Équipe                | Temps            |
| 1er | Vladimir Gusev       | Russie     | Discovery Channel     | 14 h 08 min 39 s |
| 2e | Erik Zabel           | Allemagne  | Team Milram           | + 0 s            |
| 3e | Linus Gerdemann      | Allemagne  | T-Mobile              | + 1 s            |
| 4e | Davide Rebellin      | Italie     | Gerolsteiner          | + 7 s            |
| 5e | Íñigo Cuesta         | Espagne    | CSC                   | + 10 s           |
| 6e | Jens Voigt           | Allemagne  | CSC                   | + 11 s           |
| 7e | Alexandre Vinokourov | Kazakhstan | Astana                | + 11 s           |
| 8e | Nick Nuyens          | Belgique   | Quick Step-Innergetic | + 13 s           |
| 9e | Evgueni Petrov       | Russie     | Lampre-Fondital       | + 14 s           |
| 10e | Assan Bazayev        | Kazakhstan | Astana                | + 17 s           |

### 4eétape
La quatrième étape s'est courue le 5 août.
Cette étape a été remportée au sprint par l'australien de l'équipe Rabobank, Graeme Brown. Erik Zabel prend la tête du classement général grâce aux bonifications dues à sa troisième place.
| \| Classement de l'étape \| Classement de l'étape \| Classement de l'étape \| Classement de l'étape \| Classement de l'étape \| \| Coureur \| Coureur \| Pays \| Équipe \| Temps \| \| --------------------- \| --------------------- \| --------------------- \| --------------------- \| --------------------- \| \| 1er \| Graeme Brown \| Australie \| Rabobank \| 4 h 34 min 38 s \| \| 2e \| Stefan Schumacher \| Allemagne \| Gerolsteiner \| + 0 s \| \| 3e \| Erik Zabel \| Allemagne \| Team Milram \| + 0 s \| \| 4e \| Mark Renshaw \| Australie \| Crédit Agricole \| + 0 s \| \| 5e \| Volodymyr Bileka \| Ukraine \| Discovery Channel \| + 0 s \| \| 6e \| Davide Rebellin \| Italie \| Gerolsteiner \| + 0 s \| \| 7e \| Manuele Mori \| Italie \| Saunier Duval-Prodir \| + 0 s \| \| 8e \| Francesco Failli \| Italie \| Liquigas \| + 0 s \| \| 9e \| Roy Sentjens \| Belgique \| Rabobank \| + 0 s \| \| 10e \| Danilo Napolitano \| Italie \| Lampre-Fondital \| + 0 s \| |                   |           |                      |                 |
| |                   |           |                      |                 |
| |                   |           |                      |                 |
| Classement de l'étape |                   |           |                      |                 |
| Coureur | Coureur           | Pays      | Équipe               | Temps           |
| 1er | Graeme Brown      | Australie | Rabobank             | 4 h 34 min 38 s |
| 2e | Stefan Schumacher | Allemagne | Gerolsteiner         | + 0 s           |
| 3e | Erik Zabel        | Allemagne | Team Milram          | + 0 s           |
| 4e | Mark Renshaw      | Australie | Crédit Agricole      | + 0 s           |
| 5e | Volodymyr Bileka  | Ukraine   | Discovery Channel    | + 0 s           |
| 6e | Davide Rebellin   | Italie    | Gerolsteiner         | + 0 s           |
| 7e | Manuele Mori      | Italie    | Saunier Duval-Prodir | + 0 s           |
| 8e | Francesco Failli  | Italie    | Liquigas             | + 0 s           |
| 9e | Roy Sentjens      | Belgique  | Rabobank             | + 0 s           |
| 10e | Danilo Napolitano | Italie    | Lampre-Fondital      | + 0 s           |

| \| Classement général \| Classement général \| Classement général \| Classement général \| Classement général \| \| Coureur \| Coureur \| Pays \| Équipe \| Temps \| \| ------------------ \| -------------------- \| ------------------ \| --------------------- \| ------------------ \| \| 1er \| Erik Zabel \| Allemagne \| Team Milram \| 18 h 43 min 10 s \| \| 2e \| Vladimir Gusev \| Russie \| Discovery Channel \| + 7 s \| \| 3e \| Linus Gerdemann \| Allemagne \| T-Mobile \| + 8 s \| \| 4e \| Davide Rebellin \| Italie \| Gerolsteiner \| + 14 s \| \| 5e \| Íñigo Cuesta \| Espagne \| CSC \| + 17 s \| \| 6e \| Jens Voigt \| Allemagne \| CSC \| + 18 s \| \| 7e \| Alexandre Vinokourov \| Kazakhstan \| Astana \| + 18 s \| \| 8e \| Nick Nuyens \| Belgique \| Quick Step-Innergetic \| + 20 s \| \| 9e \| Evgueni Petrov \| Russie \| Lampre-Fondital \| + 21 s \| \| 10e \| Assan Bazayev \| Kazakhstan \| Astana \| + 24 s \| |                      |            |                       |                  |
| |                      |            |                       |                  |
| |                      |            |                       |                  |
| Classement général |                      |            |                       |                  |
| Coureur | Coureur              | Pays       | Équipe                | Temps            |
| 1er | Erik Zabel           | Allemagne  | Team Milram           | 18 h 43 min 10 s |
| 2e | Vladimir Gusev       | Russie     | Discovery Channel     | + 7 s            |
| 3e | Linus Gerdemann      | Allemagne  | T-Mobile              | + 8 s            |
| 4e | Davide Rebellin      | Italie     | Gerolsteiner          | + 14 s           |
| 5e | Íñigo Cuesta         | Espagne    | CSC                   | + 17 s           |
| 6e | Jens Voigt           | Allemagne  | CSC                   | + 18 s           |
| 7e | Alexandre Vinokourov | Kazakhstan | Astana                | + 18 s           |
| 8e | Nick Nuyens          | Belgique   | Quick Step-Innergetic | + 20 s           |
| 9e | Evgueni Petrov       | Russie     | Lampre-Fondital       | + 21 s           |
| 10e | Assan Bazayev        | Kazakhstan | Astana                | + 24 s           |

### 5eétape
La cinquième étape s'est déroulée le 6 août.
Il s'agissait de la première des deux grandes étapes de montagne de ce Tour d'Allemagne. Cette étape reliait Bad Tölz (Allemagne) à Seefeld (Autriche).
| \| Classement de l'étape \| Classement de l'étape \| Classement de l'étape \| Classement de l'étape \| Classement de l'étape \| \| Coureur \| Coureur \| Pays \| Équipe \| Temps \| \| --------------------- \| --------------------- \| --------------------- \| --------------------- \| --------------------- \| \| 1er \| Levi Leipheimer \| États-Unis \| Gerolsteiner \| 3 h 44 min 20 s \| \| 2e \| Andrey Kashechkin \| Kazakhstan \| Astana \| + 2 s \| \| 3e \| Marzio Bruseghin \| Italie \| Lampre-Fondital \| + 2 s \| \| 4e \| Jens Voigt \| Allemagne \| CSC \| + 2 s \| \| 5e \| Leonardo Piepoli \| Italie \| Saunier Duval-Prodir \| + 2 s \| \| 6e \| Vladimir Gusev \| Russie \| Discovery Channel \| + 17 s \| \| 7e \| Íñigo Cuesta \| Espagne \| CSC \| + 29 s \| \| 8e \| Andy Schleck \| Luxembourg \| CSC \| + 36 s \| \| 9e \| Eddy Mazzoleni \| Italie \| T-Mobile \| + 36 s \| \| 10e \| Evgueni Petrov \| Russie \| Lampre-Fondital \| + 36 s \| |                   |            |                      |                 |
| |                   |            |                      |                 |
| |                   |            |                      |                 |
| Classement de l'étape |                   |            |                      |                 |
| Coureur | Coureur           | Pays       | Équipe               | Temps           |
| 1er | Levi Leipheimer   | États-Unis | Gerolsteiner         | 3 h 44 min 20 s |
| 2e | Andrey Kashechkin | Kazakhstan | Astana               | + 2 s           |
| 3e | Marzio Bruseghin  | Italie     | Lampre-Fondital      | + 2 s           |
| 4e | Jens Voigt        | Allemagne  | CSC                  | + 2 s           |
| 5e | Leonardo Piepoli  | Italie     | Saunier Duval-Prodir | + 2 s           |
| 6e | Vladimir Gusev    | Russie     | Discovery Channel    | + 17 s          |
| 7e | Íñigo Cuesta      | Espagne    | CSC                  | + 29 s          |
| 8e | Andy Schleck      | Luxembourg | CSC                  | + 36 s          |
| 9e | Eddy Mazzoleni    | Italie     | T-Mobile             | + 36 s          |
| 10e | Evgueni Petrov    | Russie     | Lampre-Fondital      | + 36 s          |

| \| Classement général \| Classement général \| Classement général \| Classement général \| Classement général \| \| Coureur \| Coureur \| Pays \| Équipe \| Temps \| \| ------------------ \| ------------------ \| ------------------ \| -------------------- \| ------------------ \| \| 1er \| Jens Voigt \| Allemagne \| CSC \| 22 h 27 min 51 s \| \| 2e \| Vladimir Gusev \| Russie \| Discovery Channel \| + 3 s \| \| 3e \| Marzio Bruseghin \| Italie \| Lampre-Fondital \| + 13 s \| \| 4e \| Levi Leipheimer \| États-Unis \| Gerolsteiner \| + 18 s \| \| 5e \| Íñigo Cuesta \| Espagne \| CSC \| + 25 s \| \| 6e \| Evgueni Petrov \| Russie \| Lampre-Fondital \| + 36 s \| \| 7e \| Leonardo Piepoli \| Italie \| Saunier Duval-Prodir \| + 38 s \| \| 8e \| Eddy Mazzoleni \| Italie \| T-Mobile \| + 43 s \| \| 9e \| Andrey Kashechkin \| Kazakhstan \| Astana \| + 49 s \| \| 10e \| Andy Schleck \| Luxembourg \| CSC \| + 57 s \| |                   |            |                      |                  |
| |                   |            |                      |                  |
| |                   |            |                      |                  |
| Classement général |                   |            |                      |                  |
| Coureur | Coureur           | Pays       | Équipe               | Temps            |
| 1er | Jens Voigt        | Allemagne  | CSC                  | 22 h 27 min 51 s |
| 2e | Vladimir Gusev    | Russie     | Discovery Channel    | + 3 s            |
| 3e | Marzio Bruseghin  | Italie     | Lampre-Fondital      | + 13 s           |
| 4e | Levi Leipheimer   | États-Unis | Gerolsteiner         | + 18 s           |
| 5e | Íñigo Cuesta      | Espagne    | CSC                  | + 25 s           |
| 6e | Evgueni Petrov    | Russie     | Lampre-Fondital      | + 36 s           |
| 7e | Leonardo Piepoli  | Italie     | Saunier Duval-Prodir | + 38 s           |
| 8e | Eddy Mazzoleni    | Italie     | T-Mobile             | + 43 s           |
| 9e | Andrey Kashechkin | Kazakhstan | Astana               | + 49 s           |
| 10e | Andy Schleck      | Luxembourg | CSC                  | + 57 s           |

### 6eétape
La sixième étape a eu lieu le 7 août.
| \| Classement de l'étape \| Classement de l'étape \| Classement de l'étape \| Classement de l'étape \| Classement de l'étape \| \| Coureur \| Coureur \| Pays \| Équipe \| Temps \| \| --------------------- \| --------------------- \| --------------------- \| ------------------------------ \| --------------------- \| \| 1er \| Jens Voigt \| Allemagne \| CSC \| 5 h 11 min 48 s \| \| 2e \| Levi Leipheimer \| États-Unis \| Gerolsteiner \| + 2 s \| \| 3e \| Andrey Kashechkin \| Kazakhstan \| Astana \| + 8 s \| \| 4e \| Evgueni Petrov \| Russie \| Lampre-Fondital \| + 10 s \| \| 5e \| Stefan Schumacher \| Allemagne \| Gerolsteiner \| + 36 s \| \| 6e \| Johann Tschopp \| Suisse \| Phonak Hearing Systems \| + 41 s \| \| 7e \| Eddy Mazzoleni \| Italie \| T-Mobile \| + 41 s \| \| 8e \| Pablo Lastras \| Espagne \| Caisse d'Épargne-Illes Balears \| + 41 s \| \| 9e \| Antton Luengo \| Espagne \| Euskaltel-Euskadi \| + 41 s \| \| 10e \| Íñigo Cuesta \| Espagne \| CSC \| + 41 s \| |                   |            |                                |                 |
| |                   |            |                                |                 |
| |                   |            |                                |                 |
| Classement de l'étape |                   |            |                                |                 |
| Coureur | Coureur           | Pays       | Équipe                         | Temps           |
| 1er | Jens Voigt        | Allemagne  | CSC                            | 5 h 11 min 48 s |
| 2e | Levi Leipheimer   | États-Unis | Gerolsteiner                   | + 2 s           |
| 3e | Andrey Kashechkin | Kazakhstan | Astana                         | + 8 s           |
| 4e | Evgueni Petrov    | Russie     | Lampre-Fondital                | + 10 s          |
| 5e | Stefan Schumacher | Allemagne  | Gerolsteiner                   | + 36 s          |
| 6e | Johann Tschopp    | Suisse     | Phonak Hearing Systems         | + 41 s          |
| 7e | Eddy Mazzoleni    | Italie     | T-Mobile                       | + 41 s          |
| 8e | Pablo Lastras     | Espagne    | Caisse d'Épargne-Illes Balears | + 41 s          |
| 9e | Antton Luengo     | Espagne    | Euskaltel-Euskadi              | + 41 s          |
| 10e | Íñigo Cuesta      | Espagne    | CSC                            | + 41 s          |

| \| Classement général \| Classement général \| Classement général \| Classement général \| Classement général \| \| Coureur \| Coureur \| Pays \| Équipe \| Temps \| \| ------------------ \| ------------------ \| ------------------ \| ------------------------------ \| ------------------ \| \| 1er \| Jens Voigt \| Allemagne \| CSC \| 27 h 39 min 29 s \| \| 2e \| Levi Leipheimer \| États-Unis \| Gerolsteiner \| + 24 s \| \| 3e \| Evgueni Petrov \| Russie \| Lampre-Fondital \| + 56 s \| \| 4e \| Vladimir Gusev \| Russie \| Discovery Channel \| + 1 min 00 s \| \| 5e \| Andrey Kashechkin \| Kazakhstan \| Astana \| + 1 min 03 s \| \| 6e \| Íñigo Cuesta \| Espagne \| CSC \| + 1 min 16 s \| \| 7e \| Marzio Bruseghin \| Italie \| Lampre-Fondital \| + 1 min 18 s \| \| 8e \| Eddy Mazzoleni \| Italie \| T-Mobile \| + 1 min 34 s \| \| 9e \| Pablo Lastras \| Espagne \| Caisse d'Épargne-Illes Balears \| + 2 min 02 s \| \| 10e \| Gerben Löwik \| Pays-Bas \| Rabobank \| + 2 min 28 s \| |                   |            |                                |                  |
| |                   |            |                                |                  |
| |                   |            |                                |                  |
| Classement général |                   |            |                                |                  |
| Coureur | Coureur           | Pays       | Équipe                         | Temps            |
| 1er | Jens Voigt        | Allemagne  | CSC                            | 27 h 39 min 29 s |
| 2e | Levi Leipheimer   | États-Unis | Gerolsteiner                   | + 24 s           |
| 3e | Evgueni Petrov    | Russie     | Lampre-Fondital                | + 56 s           |
| 4e | Vladimir Gusev    | Russie     | Discovery Channel              | + 1 min 00 s     |
| 5e | Andrey Kashechkin | Kazakhstan | Astana                         | + 1 min 03 s     |
| 6e | Íñigo Cuesta      | Espagne    | CSC                            | + 1 min 16 s     |
| 7e | Marzio Bruseghin  | Italie     | Lampre-Fondital                | + 1 min 18 s     |
| 8e | Eddy Mazzoleni    | Italie     | T-Mobile                       | + 1 min 34 s     |
| 9e | Pablo Lastras     | Espagne    | Caisse d'Épargne-Illes Balears | + 2 min 02 s     |
| 10e | Gerben Löwik      | Pays-Bas   | Rabobank                       | + 2 min 28 s     |

### 7eétape
La septième étape s'est déroulée le 8 août.
Cette étape était un contre-la-montre de 40 kilomètres autour de Bad Säckingen.
| \| Classement de l'étape \| Classement de l'étape \| Classement de l'étape \| Classement de l'étape \| Classement de l'étape \| \| Coureur \| Coureur \| Pays \| Équipe \| Temps \| \| --------------------- \| --------------------- \| --------------------- \| --------------------- \| --------------------- \| \| 1er \| Jens Voigt \| Allemagne \| CSC \| 45 min 03 s \| \| 2e \| László Bodrogi \| Hongrie \| Crédit Agricole \| + 1 min 03 s \| \| 3e \| Sebastian Lang \| Allemagne \| Gerolsteiner \| + 1 min 04 s \| \| 4e \| Alexandre Vinokourov \| Kazakhstan \| Astana \| + 1 min 05 s \| \| 5e \| Levi Leipheimer \| États-Unis \| Gerolsteiner \| + 1 min 14 s \| \| 6e \| Andrey Kashechkin \| Kazakhstan \| Astana \| + 1 min 20 s \| \| 7e \| Stijn Devolder \| Belgique \| Discovery Channel \| + 1 min 21 s \| \| 8e \| Vladimir Gusev \| Russie \| Discovery Channel \| + 1 min 33 s \| \| 9e \| Stefan Schumacher \| Allemagne \| Gerolsteiner \| + 1 min 38 s \| \| 10e \| Jason McCartney \| États-Unis \| Discovery Channel \| + 1 min 49 s \| |                      |            |                   |              |
| |                      |            |                   |              |
| |                      |            |                   |              |
| Classement de l'étape |                      |            |                   |              |
| Coureur | Coureur              | Pays       | Équipe            | Temps        |
| 1er | Jens Voigt           | Allemagne  | CSC               | 45 min 03 s  |
| 2e | László Bodrogi       | Hongrie    | Crédit Agricole   | + 1 min 03 s |
| 3e | Sebastian Lang       | Allemagne  | Gerolsteiner      | + 1 min 04 s |
| 4e | Alexandre Vinokourov | Kazakhstan | Astana            | + 1 min 05 s |
| 5e | Levi Leipheimer      | États-Unis | Gerolsteiner      | + 1 min 14 s |
| 6e | Andrey Kashechkin    | Kazakhstan | Astana            | + 1 min 20 s |
| 7e | Stijn Devolder       | Belgique   | Discovery Channel | + 1 min 21 s |
| 8e | Vladimir Gusev       | Russie     | Discovery Channel | + 1 min 33 s |
| 9e | Stefan Schumacher    | Allemagne  | Gerolsteiner      | + 1 min 38 s |
| 10e | Jason McCartney      | États-Unis | Discovery Channel | + 1 min 49 s |

| \| Classement général \| Classement général \| Classement général \| Classement général \| Classement général \| \| Coureur \| Coureur \| Pays \| Équipe \| Temps \| \| ------------------ \| ------------------ \| ------------------ \| ------------------------------ \| ------------------ \| \| 1er \| Jens Voigt \| Allemagne \| CSC \| 28 h 24 min 32 s \| \| 2e \| Levi Leipheimer \| États-Unis \| Gerolsteiner \| + 1 min 38 s \| \| 3e \| Andrey Kashechkin \| Kazakhstan \| Astana \| + 2 min 23 s \| \| 4e \| Vladimir Gusev \| Russie \| Discovery Channel \| + 2 min 33 s \| \| 5e \| Evgueni Petrov \| Russie \| Lampre-Fondital \| + 2 min 57 s \| \| 6e \| Marzio Bruseghin \| Italie \| Lampre-Fondital \| + 3 min 42 s \| \| 7e \| Íñigo Cuesta \| Espagne \| CSC \| + 4 min 08 s \| \| 8e \| Stijn Devolder \| Belgique \| Discovery Channel \| + 4 min 09 s \| \| 9e \| Eddy Mazzoleni \| Italie \| T-Mobile \| + 4 min 36 s \| \| 10e \| Pablo Lastras \| Espagne \| Caisse d'Épargne-Illes Balears \| + 4 min 38 s \| |                   |            |                                |                  |
| |                   |            |                                |                  |
| |                   |            |                                |                  |
| Classement général |                   |            |                                |                  |
| Coureur | Coureur           | Pays       | Équipe                         | Temps            |
| 1er | Jens Voigt        | Allemagne  | CSC                            | 28 h 24 min 32 s |
| 2e | Levi Leipheimer   | États-Unis | Gerolsteiner                   | + 1 min 38 s     |
| 3e | Andrey Kashechkin | Kazakhstan | Astana                         | + 2 min 23 s     |
| 4e | Vladimir Gusev    | Russie     | Discovery Channel              | + 2 min 33 s     |
| 5e | Evgueni Petrov    | Russie     | Lampre-Fondital                | + 2 min 57 s     |
| 6e | Marzio Bruseghin  | Italie     | Lampre-Fondital                | + 3 min 42 s     |
| 7e | Íñigo Cuesta      | Espagne    | CSC                            | + 4 min 08 s     |
| 8e | Stijn Devolder    | Belgique   | Discovery Channel              | + 4 min 09 s     |
| 9e | Eddy Mazzoleni    | Italie     | T-Mobile                       | + 4 min 36 s     |
| 10e | Pablo Lastras     | Espagne    | Caisse d'Épargne-Illes Balears | + 4 min 38 s     |

### 8eétape
La huitième et dernière étape s'est déroulée le 9 août.
| \| Classement de l'étape \| Classement de l'étape \| Classement de l'étape \| Classement de l'étape \| Classement de l'étape \| \| Coureur \| Coureur \| Pays \| Équipe \| Temps \| \| --------------------- \| --------------------- \| --------------------- \| ------------------------------- \| --------------------- \| \| 1er \| Graeme Brown \| Australie \| Rabobank \| 3 h 46 min 38 s \| \| 2e \| Erik Zabel \| Allemagne \| Team Milram \| + 0 s \| \| 3e \| Danilo Napolitano \| Italie \| Lampre-Fondital \| + 0 s \| \| 4e \| Rony Martias \| France \| Bouygues Telecom \| + 0 s \| \| 5e \| Gerald Ciolek \| Allemagne \| Wiesenhof-Akud \| + 0 s \| \| 6e \| Luciano Pagliarini \| Brésil \| Saunier Duval-Prodir \| + 0 s \| \| 7e \| Steffen Radochla \| Allemagne \| Wiesenhof-Akud \| + 0 s \| \| 8e \| André Greipel \| Allemagne \| T-Mobile \| + 0 s \| \| 9e \| Hervé Duclos-Lassalle \| France \| Cofidis-Le Crédit par Téléphone \| + 0 s \| \| 10e \| Mark Renshaw \| Australie \| Crédit Agricole \| + 0 s \| |                       |           |                                 |                 |
| |                       |           |                                 |                 |
| |                       |           |                                 |                 |
| Classement de l'étape |                       |           |                                 |                 |
| Coureur | Coureur               | Pays      | Équipe                          | Temps           |
| 1er | Graeme Brown          | Australie | Rabobank                        | 3 h 46 min 38 s |
| 2e | Erik Zabel            | Allemagne | Team Milram                     | + 0 s           |
| 3e | Danilo Napolitano     | Italie    | Lampre-Fondital                 | + 0 s           |
| 4e | Rony Martias          | France    | Bouygues Telecom                | + 0 s           |
| 5e | Gerald Ciolek         | Allemagne | Wiesenhof-Akud                  | + 0 s           |
| 6e | Luciano Pagliarini    | Brésil    | Saunier Duval-Prodir            | + 0 s           |
| 7e | Steffen Radochla      | Allemagne | Wiesenhof-Akud                  | + 0 s           |
| 8e | André Greipel         | Allemagne | T-Mobile                        | + 0 s           |
| 9e | Hervé Duclos-Lassalle | France    | Cofidis-Le Crédit par Téléphone | + 0 s           |
| 10e | Mark Renshaw          | Australie | Crédit Agricole                 | + 0 s           |

## Classements finals

### Classement général
| \| Classement général \| Classement général \| Classement général \| Classement général \| Classement général \| \| Coureur \| Coureur \| Pays \| Équipe \| Temps \| \| ------------------ \| ------------------ \| ------------------ \| ------------------------------ \| ------------------ \| \| 1er \| Jens Voigt \| Allemagne \| CSC \| 32 h 11 min 10 s \| \| 2e \| Levi Leipheimer \| États-Unis \| Gerolsteiner \| + 1 min 38 s \| \| 3e \| Andrey Kashechkin \| Kazakhstan \| Astana \| + 2 min 23 s \| \| 4e \| Vladimir Gusev \| Russie \| Discovery Channel \| + 2 min 33 s \| \| 5e \| Evgueni Petrov \| Russie \| Lampre-Fondital \| + 2 min 57 s \| \| 6e \| Marzio Bruseghin \| Italie \| Lampre-Fondital \| + 3 min 42 s \| \| 7e \| Íñigo Cuesta \| Espagne \| CSC \| + 4 min 08 s \| \| 8e \| Stijn Devolder \| Belgique \| Discovery Channel \| + 4 min 09 s \| \| 9e \| Eddy Mazzoleni \| Italie \| T-Mobile \| + 4 min 36 s \| \| 10e \| Pablo Lastras \| Espagne \| Caisse d'Épargne-Illes Balears \| + 4 min 38 s \| |                   |            |                                |                  |
| |                   |            |                                |                  |
| |                   |            |                                |                  |
| Classement général |                   |            |                                |                  |
| Coureur | Coureur           | Pays       | Équipe                         | Temps            |
| 1er | Jens Voigt        | Allemagne  | CSC                            | 32 h 11 min 10 s |
| 2e | Levi Leipheimer   | États-Unis | Gerolsteiner                   | + 1 min 38 s     |
| 3e | Andrey Kashechkin | Kazakhstan | Astana                         | + 2 min 23 s     |
| 4e | Vladimir Gusev    | Russie     | Discovery Channel              | + 2 min 33 s     |
| 5e | Evgueni Petrov    | Russie     | Lampre-Fondital                | + 2 min 57 s     |
| 6e | Marzio Bruseghin  | Italie     | Lampre-Fondital                | + 3 min 42 s     |
| 7e | Íñigo Cuesta      | Espagne    | CSC                            | + 4 min 08 s     |
| 8e | Stijn Devolder    | Belgique   | Discovery Channel              | + 4 min 09 s     |
| 9e | Eddy Mazzoleni    | Italie     | T-Mobile                       | + 4 min 36 s     |
| 10e | Pablo Lastras     | Espagne    | Caisse d'Épargne-Illes Balears | + 4 min 38 s     |

### Classements annexes
| Classement par points | Classement par points | Classement par points | Classement par points | Classement par points |
| Coureur               | Coureur               | Pays                  | Équipe                | Points                |
| --------------------- | --------------------- | --------------------- | --------------------- | --------------------- |
| 1er                   | Erik Zabel            | Allemagne             | Team Milram           | 115 pts               |
| 2e                    | Jens Voigt            | Allemagne             | CSC                   | 88 pts                |
| 3e                    | Andrey Kashechkin     | Kazakhstan            | Astana                | 62 pts                |
| 4e                    | Levi Leipheimer       | États-Unis            | Gerolsteiner          | 56 pts                |
| 5e                    | Vladimir Gusev        | Russie                | Discovery Channel     | 53 pts                |
| 6e                    | Danilo Napolitano     | Italie                | Lampre-Fondital       | 51 pts                |
| 7e                    | Graeme Brown          | Australie             | Rabobank              | 50 pts                |
| 8e                    | Gerald Ciolek         | Allemagne             | Wiesenhof-Akud        | 50 pts                |
| 9e                    | Stefan Schumacher     | Allemagne             | Gerolsteiner          | 49 pts                |
| 10e                   | László Bodrogi        | Hongrie               | Crédit Agricole       | 43 pts                |

| Classement par points | Classement par points | Classement par points | Classement par points | Classement par points |
| Coureur               | Coureur               | Pays                  | Équipe                | Points                |
| --------------------- | --------------------- | --------------------- | --------------------- | --------------------- |
| 1er                   | Erik Zabel            | Allemagne             | Team Milram           | 115 pts               |
| 2e                    | Jens Voigt            | Allemagne             | CSC                   | 88 pts                |
| 3e                    | Andrey Kashechkin     | Kazakhstan            | Astana                | 62 pts                |
| 4e                    | Levi Leipheimer       | États-Unis            | Gerolsteiner          | 56 pts                |
| 5e                    | Vladimir Gusev        | Russie                | Discovery Channel     | 53 pts                |
| 6e                    | Danilo Napolitano     | Italie                | Lampre-Fondital       | 51 pts                |
| 7e                    | Graeme Brown          | Australie             | Rabobank              | 50 pts                |
| 8e                    | Gerald Ciolek         | Allemagne             | Wiesenhof-Akud        | 50 pts                |
| 9e                    | Stefan Schumacher     | Allemagne             | Gerolsteiner          | 49 pts                |
| 10e                   | László Bodrogi        | Hongrie               | Crédit Agricole       | 43 pts                |

| Classement de la montagne | Classement de la montagne | Classement de la montagne | Classement de la montagne      | Classement de la montagne |
| Coureur                   | Coureur                   | Pays                      | Équipe                         | Points                    |
| ------------------------- | ------------------------- | ------------------------- | ------------------------------ | ------------------------- |
| 1er                       | Sebastian Lang            | Allemagne                 | Gerolsteiner                   | 21 pts                    |
| 2e                        | Andrey Kashechkin         | Kazakhstan                | Astana                         | 21 pts                    |
| 3e                        | Jens Voigt                | Allemagne                 | CSC                            | 20 pts                    |
| 4e                        | Stefan Schumacher         | Allemagne                 | Gerolsteiner                   | 17 pts                    |
| 5e                        | Erik Zabel                | Allemagne                 | Team Milram                    | 17 pts                    |
| 6e                        | Levi Leipheimer           | États-Unis                | Gerolsteiner                   | 16 pts                    |
| 7e                        | Sébastien Rosseler        | Belgique                  | Quick Step-Innergetic          | 12 pts                    |
| 8e                        | Mathew Hayman             | Australie                 | Rabobank                       | 11 pts                    |
| 9e                        | Francesco Failli          | Italie                    | Liquigas                       | 7 pts                     |
| 10e                       | Marco Fertonani           | Italie                    | Caisse d'Épargne-Illes Balears | 6 pts                     |

| Classement de la montagne | Classement de la montagne | Classement de la montagne | Classement de la montagne      | Classement de la montagne |
| Coureur                   | Coureur                   | Pays                      | Équipe                         | Points                    |
| ------------------------- | ------------------------- | ------------------------- | ------------------------------ | ------------------------- |
| 1er                       | Sebastian Lang            | Allemagne                 | Gerolsteiner                   | 21 pts                    |
| 2e                        | Andrey Kashechkin         | Kazakhstan                | Astana                         | 21 pts                    |
| 3e                        | Jens Voigt                | Allemagne                 | CSC                            | 20 pts                    |
| 4e                        | Stefan Schumacher         | Allemagne                 | Gerolsteiner                   | 17 pts                    |
| 5e                        | Erik Zabel                | Allemagne                 | Team Milram                    | 17 pts                    |
| 6e                        | Levi Leipheimer           | États-Unis                | Gerolsteiner                   | 16 pts                    |
| 7e                        | Sébastien Rosseler        | Belgique                  | Quick Step-Innergetic          | 12 pts                    |
| 8e                        | Mathew Hayman             | Australie                 | Rabobank                       | 11 pts                    |
| 9e                        | Francesco Failli          | Italie                    | Liquigas                       | 7 pts                     |
| 10e                       | Marco Fertonani           | Italie                    | Caisse d'Épargne-Illes Balears | 6 pts                     |

| Classement du meilleur jeune | Classement du meilleur jeune | Classement du meilleur jeune | Classement du meilleur jeune    | Classement du meilleur jeune |
| Coureur                      | Coureur                      | Pays                         | Équipe                          | Temps                        |
| ---------------------------- | ---------------------------- | ---------------------------- | ------------------------------- | ---------------------------- |
| 1er                          | Vladimir Gusev               | Russie                       | Discovery Channel               | 32 h 13 min 43 s             |
| 2e                           | Stefan Schumacher            | Allemagne                    | Gerolsteiner                    | + 2 min 15 s                 |
| 3e                           | Thomas Dekker                | Pays-Bas                     | Rabobank                        | + 3 min 49 s                 |
| 4e                           | Andy Schleck                 | Luxembourg                   | CSC                             | + 3 min 59 s                 |
| 5e                           | Johann Tschopp               | Suisse                       | Phonak Hearing Systems          | + 4 min 16 s                 |
| 6e                           | Vladimir Efimkin             | Russie                       | Caisse d'Épargne-Illes Balears  | + 6 min 26 s                 |
| 7e                           | Francesco Failli             | Italie                       | Liquigas                        | + 8 min 06 s                 |
| 8e                           | Sébastien Minard             | France                       | Cofidis-Le Crédit par Téléphone | + 8 min 23 s                 |
| 9e                           | Kevin De Weert               | Belgique                     | Quick Step-Innergetic           | + 9 min 11 s                 |
| 10e                          | Florian Stalder              | Suisse                       | Phonak Hearing Systems          | + 11 min 41 s                |

| Classement du meilleur jeune | Classement du meilleur jeune | Classement du meilleur jeune | Classement du meilleur jeune    | Classement du meilleur jeune |
| Coureur                      | Coureur                      | Pays                         | Équipe                          | Temps                        |
| ---------------------------- | ---------------------------- | ---------------------------- | ------------------------------- | ---------------------------- |
| 1er                          | Vladimir Gusev               | Russie                       | Discovery Channel               | 32 h 13 min 43 s             |
| 2e                           | Stefan Schumacher            | Allemagne                    | Gerolsteiner                    | + 2 min 15 s                 |
| 3e                           | Thomas Dekker                | Pays-Bas                     | Rabobank                        | + 3 min 49 s                 |
| 4e                           | Andy Schleck                 | Luxembourg                   | CSC                             | + 3 min 59 s                 |
| 5e                           | Johann Tschopp               | Suisse                       | Phonak Hearing Systems          | + 4 min 16 s                 |
| 6e                           | Vladimir Efimkin             | Russie                       | Caisse d'Épargne-Illes Balears  | + 6 min 26 s                 |
| 7e                           | Francesco Failli             | Italie                       | Liquigas                        | + 8 min 06 s                 |
| 8e                           | Sébastien Minard             | France                       | Cofidis-Le Crédit par Téléphone | + 8 min 23 s                 |
| 9e                           | Kevin De Weert               | Belgique                     | Quick Step-Innergetic           | + 9 min 11 s                 |
| 10e                          | Florian Stalder              | Suisse                       | Phonak Hearing Systems          | + 11 min 41 s                |

| Classement par équipes | Classement par équipes         | Classement par équipes | Classement par équipes |
| Équipe                 | Équipe                         | Pays                   | Temps                  |
| ---------------------- | ------------------------------ | ---------------------- | ---------------------- |
| 1re                    | Gerolsteiner                   | Allemagne              | 96 h 42 min 18 s       |
| 2e                     | CSC                            | Danemark               | + 13 s                 |
| 3e                     | Discovery Channel              | États-Unis             | + 3 min 01 s           |
| 4e                     | Lampre-Fondital                | Italie                 | + 8 min 06 s           |
| 5e                     | Caisse d'Épargne-Illes Balears | Espagne                | + 9 min 11 s           |
| 6e                     | Astana                         | Espagne                | + 10 min 50 s          |
| 7e                     | T-Mobile                       | Allemagne              | + 13 min 30 s          |
| 8e                     | Liquigas                       | Italie                 | + 13 min 33 s          |
| 9e                     | Saunier Duval-Prodir           | Espagne                | + 16 min 12 s          |
| 10e                    | Rabobank                       | Pays-Bas               | + 17 min 58 s          |

| Classement par équipes | Classement par équipes         | Classement par équipes | Classement par équipes |
| Équipe                 | Équipe                         | Pays                   | Temps                  |
| ---------------------- | ------------------------------ | ---------------------- | ---------------------- |
| 1re                    | Gerolsteiner                   | Allemagne              | 96 h 42 min 18 s       |
| 2e                     | CSC                            | Danemark               | + 13 s                 |
| 3e                     | Discovery Channel              | États-Unis             | + 3 min 01 s           |
| 4e                     | Lampre-Fondital                | Italie                 | + 8 min 06 s           |
| 5e                     | Caisse d'Épargne-Illes Balears | Espagne                | + 9 min 11 s           |
| 6e                     | Astana                         | Espagne                | + 10 min 50 s          |
| 7e                     | T-Mobile                       | Allemagne              | + 13 min 30 s          |
| 8e                     | Liquigas                       | Italie                 | + 13 min 33 s          |
| 9e                     | Saunier Duval-Prodir           | Espagne                | + 16 min 12 s          |
| 10e                    | Rabobank                       | Pays-Bas               | + 17 min 58 s          |

## Évolution des classements
| Étape     | Vainqueur       | Classement général | Classement par points | Classement de la montagne | Classement des jeunes | Classement par équipes |
| --------- | --------------- | ------------------ | --------------------- | ------------------------- | --------------------- | ---------------------- |
| Prologue  | Vladimir Gusev  | Vladimir Gusev     | Vladimir Gusev        | Vladimir Gusev            | Vladimir Gusev        | Discovery Channel      |
| 1re étape | Assan Bazayev   | Vladimir Gusev     | Vladimir Gusev        | Stefan Schumacher         | Vladimir Gusev        | Discovery Channel      |
| 2e étape  | Jens Voigt      | Vladimir Gusev     | Vladimir Gusev        | Davide Rebellin           | Vladimir Gusev        | Gerolsteiner           |
| 3e étape  | Gerald Ciolek   | Vladimir Gusev     | Erik Zabel            | Stefan Schumacher         | Vladimir Gusev        | Gerolsteiner           |
| 4e étape  | Graeme Brown    | Erik Zabel         | Erik Zabel            | Stefan Schumacher         | Vladimir Gusev        | Gerolsteiner           |
| 5e étape  | Levi Leipheimer | Jens Voigt         | Erik Zabel            | Andrey Kashechkin         | Vladimir Gusev        | CSC                    |
| 6e étape  | Jens Voigt      | Jens Voigt         | Erik Zabel            | Sebastian Lang            | Vladimir Gusev        | CSC                    |
| e étape   | Jens Voigt      | Jens Voigt         | Erik Zabel            | Sebastian Lang            | Vladimir Gusev        | Gerolsteiner           |
| 8e étape  | Graeme Brown    | Jens Voigt         | Erik Zabel            | Sebastian Lang            | Vladimir Gusev        | Gerolsteiner           |

## Liste des participants
| Gerolsteiner GST | Gerolsteiner GST        | Gerolsteiner GST |
| ---------------- | ----------------------- | ---------------- |
| Num              | Coureur                 | Pos              |
| 1                | Levi Leipheimer (USA)   | 2e               |
| 2                | Andrea Moletta (ITA)    |                  |
| 3                | Sebastian Lang (GER)    |                  |
| 4                | Davide Rebellin (ITA)   |                  |
| 5                | Ronny Scholz (GER)      |                  |
| 6                | Stefan Schumacher (GER) |                  |
| 7                | Georg Totschnig (AUT)   |                  |
| 8                | Markus Zberg (SUI)      |                  |

| T-Mobile TMO | T-Mobile TMO           | T-Mobile TMO |
| ------------ | ---------------------- | ------------ |
| Num          | Coureur                | Pos          |
| 11           | Lorenzo Bernucci (ITA) |              |
| 12           | Linus Gerdemann (GER)  |              |
| 13           | André Greipel (GER)    |              |
| 14           | Kim Kirchen (LUX)      |              |
| 15           | Eddy Mazzoleni (ITA)   | 9e           |
| 16           | Daniele Nardello (ITA) |              |
| 17           | Stephan Schreck (GER)  |              |
| 18           | Patrik Sinkewitz (GER) |              |

| Lampre-Fondital LAM | Lampre-Fondital LAM     | Lampre-Fondital LAM |
| ------------------- | ----------------------- | ------------------- |
| Num                 | Coureur                 | Pos                 |
| 21                  | Marzio Bruseghin (ITA)  | 6e                  |
| 22                  | Matteo Carrara (ITA)    |                     |
| 23                  | Claudio Corioni (ITA)   |                     |
| 24                  | Paolo Fornaciari (ITA)  |                     |
| 25                  | David Loosli (SUI)      |                     |
| 26                  | Danilo Napolitano (ITA) |                     |
| 27                  | Evgueni Petrov (RUS)    | 5e                  |
| 28                  | Gorazd Štangelj (SLO)   |                     |

| CSC | CSC                    | CSC |
| --- | ---------------------- | --- |
| Num | Coureur                | Pos |
| 31  | Andy Schleck (LUX)     |     |
| 32  | Christian Müller (GER) |     |
| 33  | David Zabriskie (USA)  |     |
| 34  | Bobby Julich (USA)     |     |
| 35  | Jens Voigt (GER)       | 1er |
| 36  | Luke Roberts (AUS)     |     |
| 37  | Nicki Sørensen (DEN)   |     |
| 38  | Íñigo Cuesta (ESP)     | 7e  |

| Phonak Hearing Systems PHO | Phonak Hearing Systems PHO     | Phonak Hearing Systems PHO |
| -------------------------- | ------------------------------ | -------------------------- |
| Num                        | Coureur                        | Pos                        |
| 41                         | Bert Grabsch (GER)             |                            |
| 42                         | Ryder Hesjedal (CAN)           |                            |
| 43                         | Jonathan Patrick McCarty (USA) |                            |
| 44                         | Luis Fernández (ESP)           |                            |
| 45                         | Florian Stalder (SUI)          |                            |
| 46                         | Johann Tschopp (SUI)           |                            |
| 47                         | David Vitoria (SUI)            |                            |
| 48                         | Steve Zampieri (SUI)           |                            |

| Caisse d'Épargne-Illes Balears CEI | Caisse d'Épargne-Illes Balears CEI | Caisse d'Épargne-Illes Balears CEI |
| ---------------------------------- | ---------------------------------- | ---------------------------------- |
| Num                                | Coureur                            | Pos                                |
| 51                                 | Vicente Reynés (ESP)               |                                    |
| 52                                 | Vladimir Efimkin (RUS)             |                                    |
| 53                                 | Marco Fertonani (ITA)              |                                    |
| 54                                 | Pablo Lastras (ESP)                | 10e                                |
| 55                                 | Alexei Markov (RUS)                |                                    |
| 56                                 | Mikel Pradera (ESP)                |                                    |
| 57                                 | Aitor Pérez Arrieta (ESP)          |                                    |
| 58                                 | Joaquim Rodríguez (ESP)            |                                    |

| Discovery Channel DSC | Discovery Channel DSC   | Discovery Channel DSC |
| --------------------- | ----------------------- | --------------------- |
| Num                   | Coureur                 | Pos                   |
| 61                    | Michael Barry (CAN)     |                       |
| 62                    | Volodymyr Bileka (UKR)  |                       |
| 63                    | Stijn Devolder (BEL)    | 8e                    |
| 64                    | Vladimir Gusev (RUS)    | 4e                    |
| 65                    | Benoît Joachim (LUX)    |                       |
| 66                    | Trent Lowe (AUS)        |                       |
| 67                    | Jurgen Van Goolen (BEL) |                       |
| 68                    | Jason McCartney (USA)   |                       |

| Rabobank RAB | Rabobank RAB           | Rabobank RAB |
| ------------ | ---------------------- | ------------ |
| Num          | Coureur                | Pos          |
| 71           | Thomas Dekker (NED)    |              |
| 72           | Jan Boven (NED)        |              |
| 73           | Gerben Löwik (NED)     |              |
| 74           | Grischa Niermann (GER) |              |
| 75           | Kai Reus (NED)         |              |
| 76           | Mathew Hayman (AUS)    |              |
| 77           | Roy Sentjens (BEL)     |              |
| 78           | Graeme Brown (AUS)     |              |

| Astana ___ | Astana ___                 | Astana ___ |
| ---------- | -------------------------- | ---------- |
| Num        | Coureur                    | Pos        |
| 81         | Carlos Barredo (ESP)       |            |
| 82         | Assan Bazayev (KAZ)        |            |
| 83         | Andrey Kashechkin (KAZ)    | 3e         |
| 84         | Sérgio Paulinho (POR)      |            |
| 85         | José Antonio Redondo (ESP) |            |
| 86         | Luis León Sánchez (ESP)    |            |
| 87         | Alexandre Vinokourov (KAZ) |            |
| 88         | Sergueï Yakovlev (KAZ)     |            |

| Davitamon-Lotto DVL | Davitamon-Lotto DVL   | Davitamon-Lotto DVL |
| ------------------- | --------------------- | ------------------- |
| Num                 | Coureur               | Pos                 |
| 91                  | Wim De Vocht (BEL)    |                     |
| 92                  | Bart Dockx (BEL)      |                     |
| 93                  | Nick Gates (AUS)      |                     |
| 94                  | Josep Jufré (ESP)     |                     |
| 95                  | Jan Kuyckx (BEL)      |                     |
| 96                  | Björn Leukemans (BEL) |                     |
| 97                  | Pieter Mertens (BEL)  |                     |
| 98                  | Wim Van Huffel (BEL)  |                     |

| Quick Step-Innergetic QSI | Quick Step-Innergetic QSI | Quick Step-Innergetic QSI |
| ------------------------- | ------------------------- | ------------------------- |
| Num                       | Coureur                   | Pos                       |
| 101                       | Kevin De Weert (BEL)      |                           |
| 102                       | Davide Viganò (ITA)       |                           |
| 103                       | Nick Nuyens (BEL)         |                           |
| 104                       | Sébastien Rosseler (BEL)  |                           |
| 105                       | Hubert Schwab (SUI)       |                           |
| 106                       | Jurgen Van de Walle (BEL) |                           |
| 107                       | Geert Verheyen (BEL)      |                           |
| 108                       | Remmert Wielinga (NED)    |                           |

| Saunier Duval-Prodir SDV | Saunier Duval-Prodir SDV | Saunier Duval-Prodir SDV |
| ------------------------ | ------------------------ | ------------------------ |
| Num                      | Coureur                  | Pos                      |
| 111                      | Rubens Bertogliati (SUI) |                          |
| 112                      | Manuele Mori (ITA)       |                          |
| 113                      | Piotr Mazur (POL)        |                          |
| 114                      | Luciano Pagliarini (BRA) |                          |
| 115                      | Leonardo Piepoli (ITA)   |                          |
| 116                      | Marco Pinotti (ITA)      |                          |
| 117                      | Guido Trentin (ITA)      |                          |
| 118                      | Oliver Zaugg (SUI)       |                          |

| Crédit Agricole C.A | Crédit Agricole C.A      | Crédit Agricole C.A |
| ------------------- | ------------------------ | ------------------- |
| Num                 | Coureur                  | Pos                 |
| 121                 | Francesco Bellotti (ITA) |                     |
| 122                 | László Bodrogi (HUN)     |                     |
| 123                 | Dmitriy Fofonov (KAZ)    |                     |
| 124                 | Mads Kaggestad (NOR)     |                     |
| 125                 | Benoît Poilvet (FRA)     |                     |
| 126                 | Mark Renshaw (AUS)       |                     |
| 127                 | Yannick Talabardon (FRA) |                     |
| 128                 | Nicolas Vogondy (FRA)    |                     |

| Cofidis-Le Crédit par Téléphone COF | Cofidis-Le Crédit par Téléphone COF | Cofidis-Le Crédit par Téléphone COF |
| ----------------------------------- | ----------------------------------- | ----------------------------------- |
| Num                                 | Coureur                             | Pos                                 |
| 131                                 | Leonardo Bertagnolli (ITA)          |                                     |
| 132                                 | Hervé Duclos-Lassalle (FRA)         |                                     |
| 133                                 | Nicolas Inaudi (FRA)                |                                     |
| 134                                 | Tyler Farrar (USA)                  |                                     |
| 135                                 | Geoffroy Lequatre (FRA)             |                                     |
| 136                                 | Thierry Marichal (BEL)              |                                     |
| 137                                 | Sébastien Minard (FRA)              |                                     |
| 138                                 | Staf Scheirlinckx (BEL)             |                                     |

| Euskaltel-Euskadi EUS | Euskaltel-Euskadi EUS | Euskaltel-Euskadi EUS |
| --------------------- | --------------------- | --------------------- |
| Num                   | Coureur               | Pos                   |
| 141                   | Joseba Albizu (ESP)   |                       |
| 142                   | Koldo Fernández (ESP) |                       |
| 143                   | Iker Flores (ESP)     |                       |
| 144                   | Iban Iriondo (ESP)    |                       |
| 145                   | Markel Irizar (ESP)   |                       |
| 146                   | Antton Luengo (ESP)   |                       |
| 147                   | Alan Pérez (ESP)      |                       |
| 148                   | Joseba Zubeldia (ESP) |                       |

| AG2R Prévoyance A2R | AG2R Prévoyance A2R      | AG2R Prévoyance A2R |
| ------------------- | ------------------------ | ------------------- |
| Num                 | Coureur                  | Pos                 |
| 151                 | Yuriy Krivtsov (UKR)     |                     |
| 152                 | Hubert Dupont (FRA)      |                     |
| 153                 | Lloyd Mondory (FRA)      |                     |
| 154                 | Tomas Vaitkus (LTU)      |                     |
| 155                 | Jean-Patrick Nazon (FRA) |                     |
| 156                 | Erki Pütsep (EST)        |                     |
| 157                 | Mark Scanlon (IRL)       |                     |
| 158                 | Aliaksandr Usau (BLR)    |                     |

| Team Milram MRM | Team Milram MRM         | Team Milram MRM |
| --------------- | ----------------------- | --------------- |
| Num             | Coureur                 | Pos             |
| 161             | Erik Zabel (GER)        |                 |
| 162             | Daniel Becke (GER)      |                 |
| 163             | Ralf Grabsch (GER)      |                 |
| 164             | Christian Knees (GER)   |                 |
| 165             | Enrico Poitschke (GER)  |                 |
| 166             | Björn Schröder (GER)    |                 |
| 167             | Sebastian Siedler (GER) |                 |
| 168             | Fabio Sacchi (ITA)      |                 |

| Liquigas LIQ | Liquigas LIQ            | Liquigas LIQ |
| ------------ | ----------------------- | ------------ |
| Num          | Coureur                 | Pos          |
| 171          | Dario Andriotto (ITA)   |              |
| 172          | Dario Cioni (ITA)       |              |
| 173          | Francesco Failli (ITA)  |              |
| 174          | Marco Milesi (ITA)      |              |
| 175          | Andrea Noè (ITA)        |              |
| 176          | Franco Pellizotti (ITA) |              |
| 177          | Charles Wegelius (GBR)  |              |
| 178          | Stefano Zanini (ITA)    |              |

| Bouygues Telecom BTL | Bouygues Telecom BTL     | Bouygues Telecom BTL |
| -------------------- | ------------------------ | -------------------- |
| Num                  | Coureur                  | Pos                  |
| 181                  | Sébastien Chavanel (FRA) |                      |
| 182                  | Stef Clement (NED)       |                      |
| 183                  | Andy Flickinger (FRA)    |                      |
| 184                  | Christophe Kern (FRA)    |                      |
| 185                  | Yoann Le Boulanger (FRA) |                      |
| 186                  | Rony Martias (FRA)       |                      |
| 187                  | Franck Renier (FRA)      |                      |
| 188                  | Matthieu Sprick (FRA)    |                      |

| La Française des jeux FDJ | La Française des jeux FDJ  | La Française des jeux FDJ |
| ------------------------- | -------------------------- | ------------------------- |
| Num                       | Coureur                    | Pos                       |
| 191                       | Ludovic Auger (FRA)        |                           |
| 192                       | Christophe Detilloux (BEL) |                           |
| 193                       | Frédéric Finot (FRA)       |                           |
| 194                       | Frédéric Guesdon (FRA)     |                           |
| 195                       | Éric Leblacher (FRA)       |                           |
| 196                       | Ian McLeod (RSA)           |                           |
| 197                       | Jérémy Roy (FRA)           |                           |
| 198                       | Jussi Veikkanen (FIN)      |                           |

| Wiesenhof-Akud WIE | Wiesenhof-Akud WIE      | Wiesenhof-Akud WIE |
| ------------------ | ----------------------- | ------------------ |
| Num                | Coureur                 | Pos                |
| 201                | Robert Retschke (GER)   |                    |
| 202                | Gerald Ciolek (GER)     |                    |
| 203                | Steffen Radochla (GER)  |                    |
| 204                | Marcel Sieberg (GER)    |                    |
| 205                | Lubor Tesař (CZE)       |                    |
| 206                | Gerhard Trampusch (AUT) |                    |
| 207                | Torsten Schmidt (GER)   |                    |
| 208                | Tim Klinger (GER)       |                    |

| Team Vorarlberg VBG | Team Vorarlberg VBG          | Team Vorarlberg VBG |
| ------------------- | ---------------------------- | ------------------- |
| Num                 | Coureur                      | Pos                 |
| 211                 | Gerrit Glomser (AUT)         |                     |
| 212                 | Christoph Girschweiler (SUI) |                     |
| 213                 | Pascal Hungerbühler (SUI)    |                     |
| 214                 | Patrick Riedesser (AUT)      |                     |
| 215                 | Andreas Matzbacher (AUT)     |                     |
| 216                 | Harald Morscher (AUT)        |                     |
| 217                 | Werner Riebenbauer (AUT)     |                     |
| 218                 | Sven Teutenberg (GER)        |                     |

| Gerolsteiner GST | Gerolsteiner GST        | Gerolsteiner GST |
| ---------------- | ----------------------- | ---------------- |
| Num              | Coureur                 | Pos              |
| 1                | Levi Leipheimer (USA)   | 2e               |
| 2                | Andrea Moletta (ITA)    |                  |
| 3                | Sebastian Lang (GER)    |                  |
| 4                | Davide Rebellin (ITA)   |                  |
| 5                | Ronny Scholz (GER)      |                  |
| 6                | Stefan Schumacher (GER) |                  |
| 7                | Georg Totschnig (AUT)   |                  |
| 8                | Markus Zberg (SUI)      |                  |

| T-Mobile TMO | T-Mobile TMO           | T-Mobile TMO |
| ------------ | ---------------------- | ------------ |
| Num          | Coureur                | Pos          |
| 11           | Lorenzo Bernucci (ITA) |              |
| 12           | Linus Gerdemann (GER)  |              |
| 13           | André Greipel (GER)    |              |
| 14           | Kim Kirchen (LUX)      |              |
| 15           | Eddy Mazzoleni (ITA)   | 9e           |
| 16           | Daniele Nardello (ITA) |              |
| 17           | Stephan Schreck (GER)  |              |
| 18           | Patrik Sinkewitz (GER) |              |

| Lampre-Fondital LAM | Lampre-Fondital LAM     | Lampre-Fondital LAM |
| ------------------- | ----------------------- | ------------------- |
| Num                 | Coureur                 | Pos                 |
| 21                  | Marzio Bruseghin (ITA)  | 6e                  |
| 22                  | Matteo Carrara (ITA)    |                     |
| 23                  | Claudio Corioni (ITA)   |                     |
| 24                  | Paolo Fornaciari (ITA)  |                     |
| 25                  | David Loosli (SUI)      |                     |
| 26                  | Danilo Napolitano (ITA) |                     |
| 27                  | Evgueni Petrov (RUS)    | 5e                  |
| 28                  | Gorazd Štangelj (SLO)   |                     |

| CSC | CSC                    | CSC |
| --- | ---------------------- | --- |
| Num | Coureur                | Pos |
| 31  | Andy Schleck (LUX)     |     |
| 32  | Christian Müller (GER) |     |
| 33  | David Zabriskie (USA)  |     |
| 34  | Bobby Julich (USA)     |     |
| 35  | Jens Voigt (GER)       | 1er |
| 36  | Luke Roberts (AUS)     |     |
| 37  | Nicki Sørensen (DEN)   |     |
| 38  | Íñigo Cuesta (ESP)     | 7e  |

| Phonak Hearing Systems PHO | Phonak Hearing Systems PHO     | Phonak Hearing Systems PHO |
| -------------------------- | ------------------------------ | -------------------------- |
| Num                        | Coureur                        | Pos                        |
| 41                         | Bert Grabsch (GER)             |                            |
| 42                         | Ryder Hesjedal (CAN)           |                            |
| 43                         | Jonathan Patrick McCarty (USA) |                            |
| 44                         | Luis Fernández (ESP)           |                            |
| 45                         | Florian Stalder (SUI)          |                            |
| 46                         | Johann Tschopp (SUI)           |                            |
| 47                         | David Vitoria (SUI)            |                            |
| 48                         | Steve Zampieri (SUI)           |                            |

| Caisse d'Épargne-Illes Balears CEI | Caisse d'Épargne-Illes Balears CEI | Caisse d'Épargne-Illes Balears CEI |
| ---------------------------------- | ---------------------------------- | ---------------------------------- |
| Num                                | Coureur                            | Pos                                |
| 51                                 | Vicente Reynés (ESP)               |                                    |
| 52                                 | Vladimir Efimkin (RUS)             |                                    |
| 53                                 | Marco Fertonani (ITA)              |                                    |
| 54                                 | Pablo Lastras (ESP)                | 10e                                |
| 55                                 | Alexei Markov (RUS)                |                                    |
| 56                                 | Mikel Pradera (ESP)                |                                    |
| 57                                 | Aitor Pérez Arrieta (ESP)          |                                    |
| 58                                 | Joaquim Rodríguez (ESP)            |                                    |

| Discovery Channel DSC | Discovery Channel DSC   | Discovery Channel DSC |
| --------------------- | ----------------------- | --------------------- |
| Num                   | Coureur                 | Pos                   |
| 61                    | Michael Barry (CAN)     |                       |
| 62                    | Volodymyr Bileka (UKR)  |                       |
| 63                    | Stijn Devolder (BEL)    | 8e                    |
| 64                    | Vladimir Gusev (RUS)    | 4e                    |
| 65                    | Benoît Joachim (LUX)    |                       |
| 66                    | Trent Lowe (AUS)        |                       |
| 67                    | Jurgen Van Goolen (BEL) |                       |
| 68                    | Jason McCartney (USA)   |                       |

| Rabobank RAB | Rabobank RAB           | Rabobank RAB |
| ------------ | ---------------------- | ------------ |
| Num          | Coureur                | Pos          |
| 71           | Thomas Dekker (NED)    |              |
| 72           | Jan Boven (NED)        |              |
| 73           | Gerben Löwik (NED)     |              |
| 74           | Grischa Niermann (GER) |              |
| 75           | Kai Reus (NED)         |              |
| 76           | Mathew Hayman (AUS)    |              |
| 77           | Roy Sentjens (BEL)     |              |
| 78           | Graeme Brown (AUS)     |              |

| Astana ___ | Astana ___                 | Astana ___ |
| ---------- | -------------------------- | ---------- |
| Num        | Coureur                    | Pos        |
| 81         | Carlos Barredo (ESP)       |            |
| 82         | Assan Bazayev (KAZ)        |            |
| 83         | Andrey Kashechkin (KAZ)    | 3e         |
| 84         | Sérgio Paulinho (POR)      |            |
| 85         | José Antonio Redondo (ESP) |            |
| 86         | Luis León Sánchez (ESP)    |            |
| 87         | Alexandre Vinokourov (KAZ) |            |
| 88         | Sergueï Yakovlev (KAZ)     |            |

| Davitamon-Lotto DVL | Davitamon-Lotto DVL   | Davitamon-Lotto DVL |
| ------------------- | --------------------- | ------------------- |
| Num                 | Coureur               | Pos                 |
| 91                  | Wim De Vocht (BEL)    |                     |
| 92                  | Bart Dockx (BEL)      |                     |
| 93                  | Nick Gates (AUS)      |                     |
| 94                  | Josep Jufré (ESP)     |                     |
| 95                  | Jan Kuyckx (BEL)      |                     |
| 96                  | Björn Leukemans (BEL) |                     |
| 97                  | Pieter Mertens (BEL)  |                     |
| 98                  | Wim Van Huffel (BEL)  |                     |

| Quick Step-Innergetic QSI | Quick Step-Innergetic QSI | Quick Step-Innergetic QSI |
| ------------------------- | ------------------------- | ------------------------- |
| Num                       | Coureur                   | Pos                       |
| 101                       | Kevin De Weert (BEL)      |                           |
| 102                       | Davide Viganò (ITA)       |                           |
| 103                       | Nick Nuyens (BEL)         |                           |
| 104                       | Sébastien Rosseler (BEL)  |                           |
| 105                       | Hubert Schwab (SUI)       |                           |
| 106                       | Jurgen Van de Walle (BEL) |                           |
| 107                       | Geert Verheyen (BEL)      |                           |
| 108                       | Remmert Wielinga (NED)    |                           |

| Saunier Duval-Prodir SDV | Saunier Duval-Prodir SDV | Saunier Duval-Prodir SDV |
| ------------------------ | ------------------------ | ------------------------ |
| Num                      | Coureur                  | Pos                      |
| 111                      | Rubens Bertogliati (SUI) |                          |
| 112                      | Manuele Mori (ITA)       |                          |
| 113                      | Piotr Mazur (POL)        |                          |
| 114                      | Luciano Pagliarini (BRA) |                          |
| 115                      | Leonardo Piepoli (ITA)   |                          |
| 116                      | Marco Pinotti (ITA)      |                          |
| 117                      | Guido Trentin (ITA)      |                          |
| 118                      | Oliver Zaugg (SUI)       |                          |

| Crédit Agricole C.A | Crédit Agricole C.A      | Crédit Agricole C.A |
| ------------------- | ------------------------ | ------------------- |
| Num                 | Coureur                  | Pos                 |
| 121                 | Francesco Bellotti (ITA) |                     |
| 122                 | László Bodrogi (HUN)     |                     |
| 123                 | Dmitriy Fofonov (KAZ)    |                     |
| 124                 | Mads Kaggestad (NOR)     |                     |
| 125                 | Benoît Poilvet (FRA)     |                     |
| 126                 | Mark Renshaw (AUS)       |                     |
| 127                 | Yannick Talabardon (FRA) |                     |
| 128                 | Nicolas Vogondy (FRA)    |                     |

| Cofidis-Le Crédit par Téléphone COF | Cofidis-Le Crédit par Téléphone COF | Cofidis-Le Crédit par Téléphone COF |
| ----------------------------------- | ----------------------------------- | ----------------------------------- |
| Num                                 | Coureur                             | Pos                                 |
| 131                                 | Leonardo Bertagnolli (ITA)          |                                     |
| 132                                 | Hervé Duclos-Lassalle (FRA)         |                                     |
| 133                                 | Nicolas Inaudi (FRA)                |                                     |
| 134                                 | Tyler Farrar (USA)                  |                                     |
| 135                                 | Geoffroy Lequatre (FRA)             |                                     |
| 136                                 | Thierry Marichal (BEL)              |                                     |
| 137                                 | Sébastien Minard (FRA)              |                                     |
| 138                                 | Staf Scheirlinckx (BEL)             |                                     |

| Euskaltel-Euskadi EUS | Euskaltel-Euskadi EUS | Euskaltel-Euskadi EUS |
| --------------------- | --------------------- | --------------------- |
| Num                   | Coureur               | Pos                   |
| 141                   | Joseba Albizu (ESP)   |                       |
| 142                   | Koldo Fernández (ESP) |                       |
| 143                   | Iker Flores (ESP)     |                       |
| 144                   | Iban Iriondo (ESP)    |                       |
| 145                   | Markel Irizar (ESP)   |                       |
| 146                   | Antton Luengo (ESP)   |                       |
| 147                   | Alan Pérez (ESP)      |                       |
| 148                   | Joseba Zubeldia (ESP) |                       |

| AG2R Prévoyance A2R | AG2R Prévoyance A2R      | AG2R Prévoyance A2R |
| ------------------- | ------------------------ | ------------------- |
| Num                 | Coureur                  | Pos                 |
| 151                 | Yuriy Krivtsov (UKR)     |                     |
| 152                 | Hubert Dupont (FRA)      |                     |
| 153                 | Lloyd Mondory (FRA)      |                     |
| 154                 | Tomas Vaitkus (LTU)      |                     |
| 155                 | Jean-Patrick Nazon (FRA) |                     |
| 156                 | Erki Pütsep (EST)        |                     |
| 157                 | Mark Scanlon (IRL)       |                     |
| 158                 | Aliaksandr Usau (BLR)    |                     |

| Team Milram MRM | Team Milram MRM         | Team Milram MRM |
| --------------- | ----------------------- | --------------- |
| Num             | Coureur                 | Pos             |
| 161             | Erik Zabel (GER)        |                 |
| 162             | Daniel Becke (GER)      |                 |
| 163             | Ralf Grabsch (GER)      |                 |
| 164             | Christian Knees (GER)   |                 |
| 165             | Enrico Poitschke (GER)  |                 |
| 166             | Björn Schröder (GER)    |                 |
| 167             | Sebastian Siedler (GER) |                 |
| 168             | Fabio Sacchi (ITA)      |                 |

| Liquigas LIQ | Liquigas LIQ            | Liquigas LIQ |
| ------------ | ----------------------- | ------------ |
| Num          | Coureur                 | Pos          |
| 171          | Dario Andriotto (ITA)   |              |
| 172          | Dario Cioni (ITA)       |              |
| 173          | Francesco Failli (ITA)  |              |
| 174          | Marco Milesi (ITA)      |              |
| 175          | Andrea Noè (ITA)        |              |
| 176          | Franco Pellizotti (ITA) |              |
| 177          | Charles Wegelius (GBR)  |              |
| 178          | Stefano Zanini (ITA)    |              |

| Bouygues Telecom BTL | Bouygues Telecom BTL     | Bouygues Telecom BTL |
| -------------------- | ------------------------ | -------------------- |
| Num                  | Coureur                  | Pos                  |
| 181                  | Sébastien Chavanel (FRA) |                      |
| 182                  | Stef Clement (NED)       |                      |
| 183                  | Andy Flickinger (FRA)    |                      |
| 184                  | Christophe Kern (FRA)    |                      |
| 185                  | Yoann Le Boulanger (FRA) |                      |
| 186                  | Rony Martias (FRA)       |                      |
| 187                  | Franck Renier (FRA)      |                      |
| 188                  | Matthieu Sprick (FRA)    |                      |

| La Française des jeux FDJ | La Française des jeux FDJ  | La Française des jeux FDJ |
| ------------------------- | -------------------------- | ------------------------- |
| Num                       | Coureur                    | Pos                       |
| 191                       | Ludovic Auger (FRA)        |                           |
| 192                       | Christophe Detilloux (BEL) |                           |
| 193                       | Frédéric Finot (FRA)       |                           |
| 194                       | Frédéric Guesdon (FRA)     |                           |
| 195                       | Éric Leblacher (FRA)       |                           |
| 196                       | Ian McLeod (RSA)           |                           |
| 197                       | Jérémy Roy (FRA)           |                           |
| 198                       | Jussi Veikkanen (FIN)      |                           |

| Wiesenhof-Akud WIE | Wiesenhof-Akud WIE      | Wiesenhof-Akud WIE |
| ------------------ | ----------------------- | ------------------ |
| Num                | Coureur                 | Pos                |
| 201                | Robert Retschke (GER)   |                    |
| 202                | Gerald Ciolek (GER)     |                    |
| 203                | Steffen Radochla (GER)  |                    |
| 204                | Marcel Sieberg (GER)    |                    |
| 205                | Lubor Tesař (CZE)       |                    |
| 206                | Gerhard Trampusch (AUT) |                    |
| 207                | Torsten Schmidt (GER)   |                    |
| 208                | Tim Klinger (GER)       |                    |

| Team Vorarlberg VBG | Team Vorarlberg VBG          | Team Vorarlberg VBG |
| ------------------- | ---------------------------- | ------------------- |
| Num                 | Coureur                      | Pos                 |
| 211                 | Gerrit Glomser (AUT)         |                     |
| 212                 | Christoph Girschweiler (SUI) |                     |
| 213                 | Pascal Hungerbühler (SUI)    |                     |
| 214                 | Patrick Riedesser (AUT)      |                     |
| 215                 | Andreas Matzbacher (AUT)     |                     |
| 216                 | Harald Morscher (AUT)        |                     |
| 217                 | Werner Riebenbauer (AUT)     |                     |
| 218                 | Sven Teutenberg (GER)        |                     |